# Nan'an
Nan'an (南安 ; pinyin : Nán'ān ; littéralement : « paix du Sud ») est une ville de la province du Fujian en Chine. C'est une ville-district placée sous la juridiction de la ville-préfecture de Quanzhou.

## Démographie

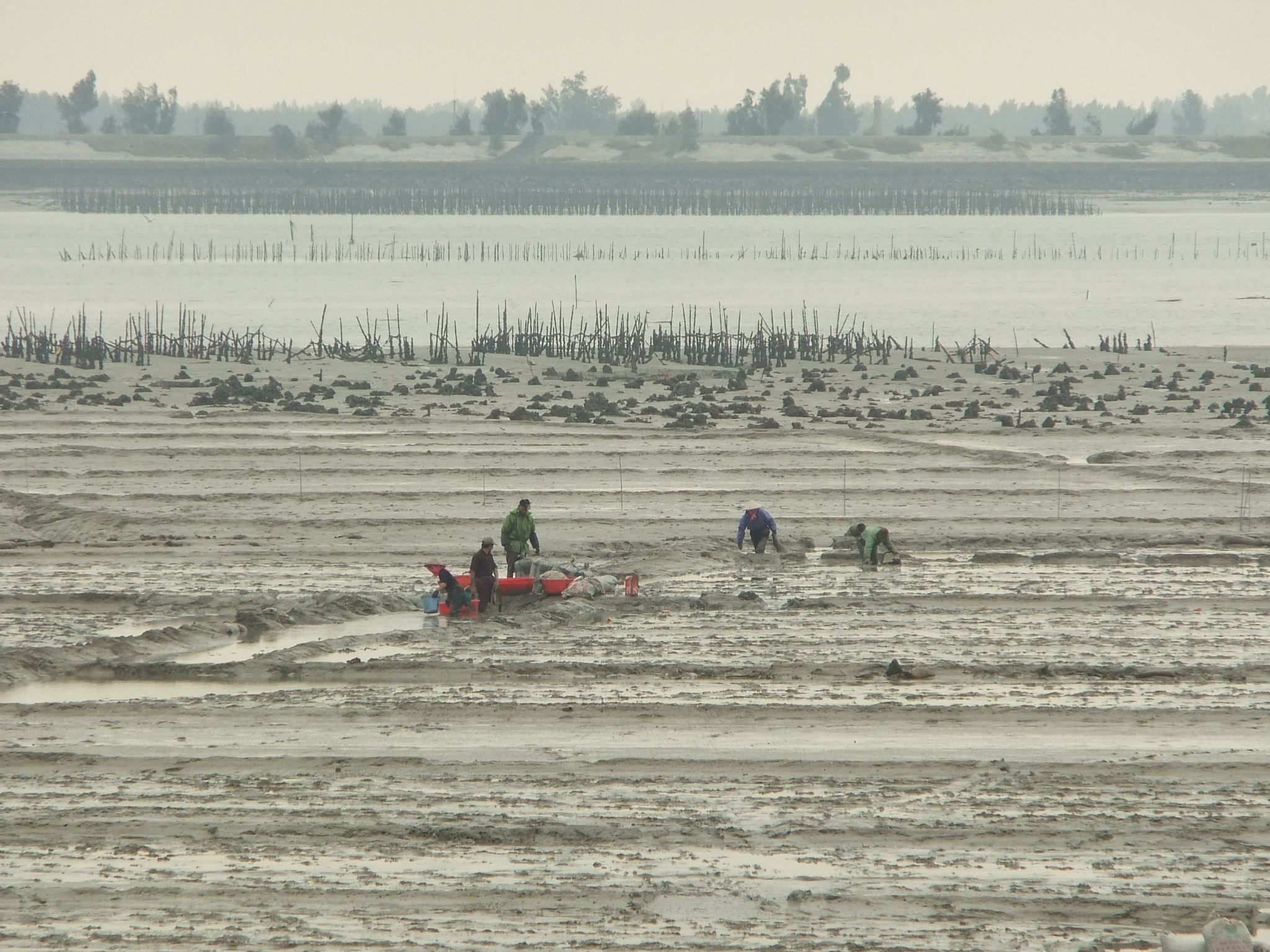
Travailleurs de la mer (Baie d'Anhai, bourg de Shijing)

La population du district était de 1 477 895 habitants en 1999, et celle de la ville de Nan'an de 108 684 habitants.